# Národní park Golfo di Orosei e del Gennargentu
Národní park Golfo di Orosei e del Gennargentu (italsky Parco nazionale del Golfo di Orosei e del Gennargentu) je jeden z italských národních parků. Leží na východě Sardinie v provincii Nuoro. Park je pojmenován podle zálivu Tyrhénského moře Golfo di Orosei a horského pásma Gennargentu. Nejvyšší hora Sardinie Punta La Marmora (1834 m) se nachází na území národního parku.

## Geografie a geologie

Mapa parku

Národní park Golfo di Orosei a Gennargentu tvoří dvě geologicky a přírodně odlišné části. V severovýchodní části leží pohoří Supramonte, které zasahuje až k zálivu Golfo di Orosei. Supramonte tvoří vápencové horské masivy a plošiny z období druhohor. Nejvyšší horou oblasti je Monte Corrasi (1463 m) ležící jihovýchodně od Nuora. Ještě několik dalších vrcholů přesahuje nadmořskou výšku 1000 m, například Punta Solitta (1206 m).
V jihozápadní části parku se rozkládá pohoří Gennargentu s nejvyšší horou Sardinie Punta La Marmorou. Řada hor pohoří přesahuje 1500 m. K nejvyšším náleží Bruncu Spina (1828 m), Punta Florisa (1822 m) nebo Punta Paolina (1792 m). Gennargentu je tvořeno břidlicí z období prvohor.